# Cyrtocris
Cyrtocris is een kevergeslacht uit de familie van de boktorren (Cerambycidae). De wetenschappelijke naam van het geslacht werd voor het eerst geldig gepubliceerd in 1904 door Aurivillius.

## Soorten
Cyrtocris is monotypisch en omvat slechts de volgende soort:
- Cyrtocris fulvicornis Aurivillius, 1903